# Bruno Pesaola
Bruno Pesaola (Buenos Aires, Argentina, 28 de julio de 1925 - Nápoles, Italia, 29 de mayo de 2015) fue un futbolista y entrenador argentino de origen italiano. Jugó de delantero.

## Trayectoria
Nacido en Buenos Aires, creció futbolísticamente en la cantera del River Plate y su primer club fue el Sportivo Dock Sud.
En la segunda mitad de los 40 fue contratado por la Roma, equipo que abandonó por una lesión en la tibia y el peroné. Tras dos años en el Novara, en 1952 llegó finalmente a su ciudad de adopción, Nápoles: en el club partenopeo permaneció ocho temporadas, jugando 240 partidos.
Como entrenador debutó en el mismo club en 1962. En su carrera de técnico ganó dos Copas de Italia con Napoli y Bolonia, una Copa de los Alpes con los napolitanos y sobre todo un Scudetto con la Fiorentina. En 1970 fue elegido por la FIGC como el mejor entrenador de la Serie A.
Características de Pesaola muy consolidadas en el imaginario colectivo son la cantidad de cigarillos fumados, la pasión por el póquer y su abrigo "amuleto", que llevaba también durante la primavera.
Tras su retiro participó en varios programas de carácter deportivo de canales televisivos napolitanos y nacionales.
El 20 de noviembre de 2009 recibió la ciudadanía honoraria de Nápoles, y en su ciudad de adopción murió el 29 de mayo de 2015.

## Selección nacional
Jugó como "oriundo" un partido con la selección absoluta italiana frente a Portugal y seis con la selección "B".

## Clubes

### Como futbolista

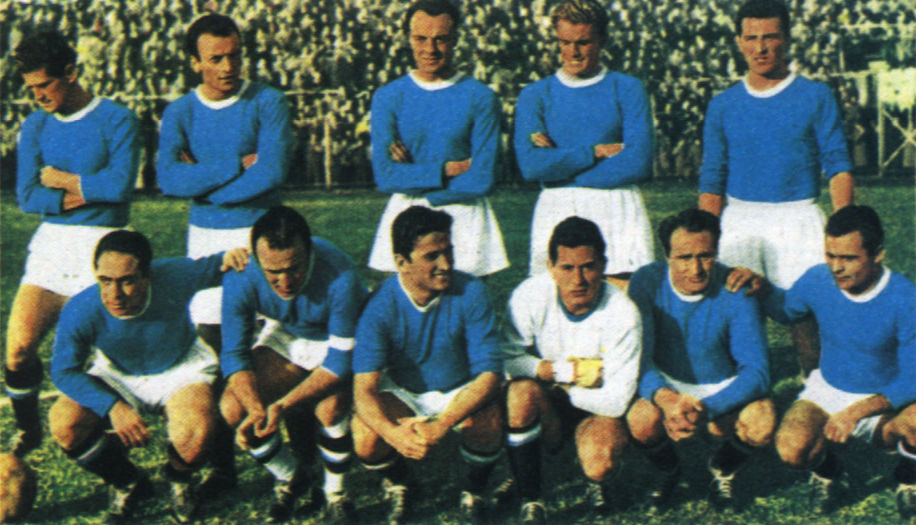
Pesaola (primero desde abajo a la derecha) en el Napoli, temporada 1953-54.

| Club           | País      | Año         |
| -------------- | --------- | ----------- |
| CA River Plate | Argentina | 1939 - 1944 |
| CS Dock Sud    | Argentina | 1944 - 1946 |
| AS Roma        | Italia    | 1947 - 1950 |
| Novara Calcio  | Italia    | 1950 - 1952 |
| AC Napoli      | Italia    | 1952 - 1960 |
| Genoa CFC      | Italia    | 1960 - 1961 |
| US Scafatese   | Italia    | 1961 - 1962 |

### Como entrenador

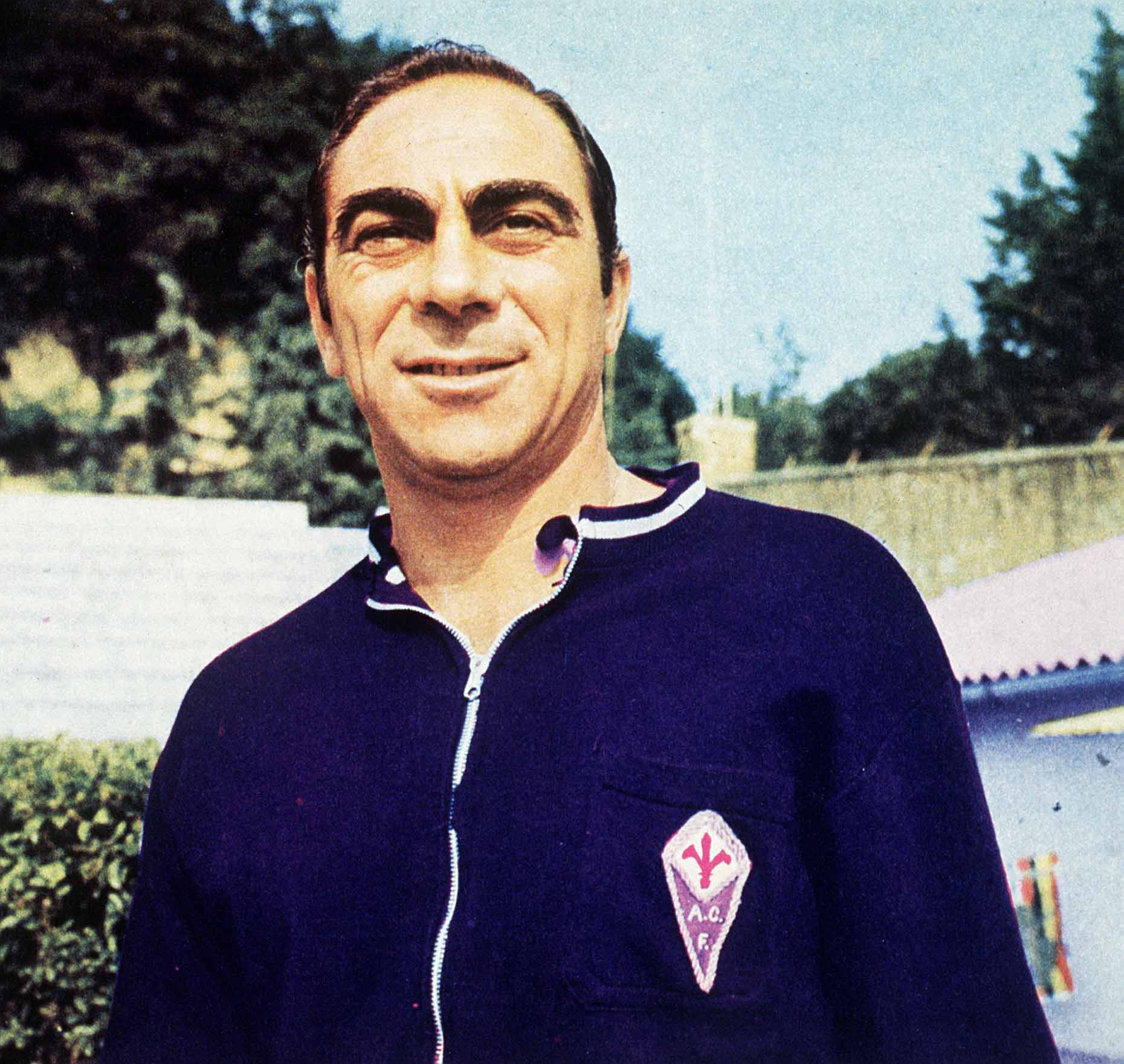
Pesaola entrenador de la Fiorentina.

| Club                              | País   | Año         |
| --------------------------------- | ------ | ----------- |
| AC Napoli (SSC Napoli desde 1964) | Italia | 1962 - 1968 |
| AC Fiorentina                     | Italia | 1968 - 1971 |
| Bolonia FC                        | Italia | 1972 - 1976 |
| SSC Napoli                        | Italia | 1976 - 1977 |
| Bolonia FC                        | Italia | 1977 - 1979 |
| Panathinaikos FC                  | Grecia | 1979 - 1980 |
| Siracusa Calcio                   | Italia | 1980 - 1981 |
| SSC Napoli                        | Italia | 1982 - 1983 |
| SSC Campania                      | Italia | 1984 - 1985 |

## Palmarés como entrenador

### Campeonatos nacionales
| Título         | Club          | País   | Año         |
| -------------- | ------------- | ------ | ----------- |
| Copa de Italia | AC Napoli     | Italia | 1961 - 1962 |
| Serie A        | AC Fiorentina | Italia | 1968 - 1969 |
| Copa de Italia | Bolonia FC    | Italia | 1973 - 1974 |

### Copas internacionales
| Título                         | Club       | País   | Año  |
| ------------------------------ | ---------- | ------ | ---- |
| Copa de los Alpes              | SSC Napoli | Italia | 1966 |
| Copa de la Liga anglo-italiana | SSC Napoli | Italia | 1976 |

### Distinciones individuales
| Distinción                                                 | Año  |
| ---------------------------------------------------------- | ---- |
| Premio "Seminatore d'Oro" (mejor entrenador de la Serie A) | 1970 |